# Дітріх Євген Іванович
Дітріх Євген Іванович (рос. Дитрих, Евгений Иванович; нар. 8 вересня 1973, Митищі, Московська область) — російський державний діяч, політик.
Міністр транспорту Російської Федерації з 18 травня 2018 року по 9 листопада 2020 року. Дійсний державний радник Російської Федерації 1-го класу (2017).